# グレートソルトレイク砂漠
グレートソルトレイク砂漠（グレートソルトレイクさばく、Great Salt Lake Desert）は、ユタ州北部、グレートソルト湖の西側に広がる広大なプラヤ（乾燥地域の内陸低所にみられる堆積平野）。グレートソルト湖から西はネバダ州との境界まで広がる乾燥した地域である。面積は10,360 km²。
ここの砂は、土壌中の濃い塩分濃度のため白色をしている。塩分は主に、過去に存在していたボンネビル湖（現在はグレートソルト湖とユタ湖のみ残っている）により残された蒸発岩鉱床に由来する。シーダー山地、レイクサイド山地、シルバーアイランド山地、Hogup山地、ニューファンドランド山地といったいくつかの小さな山脈が、砂漠内や砂漠のふちにそって交差している。砂漠の西の端、ネバダ州との境界を越えたあたりにパイロット山脈のパイロット峰がある。
グレートソルトレイク砂漠は、1840年代に推進された西へ向かうカリフォルニアへの移民のための4輪荷馬車の道の代替路であるヘイスティングズ・カットオフの大半が位置していたことが、おそらく歴史的に最も重要なことである。
砂漠の大部分は軍事用に使用されている。ヒル空軍基地が北に、ユタ試験訓練場とダグウェイ性能試験場が南にある。
砂漠内の目立った町はウェンドーバーとダグウェイのみであり、人口は共に1500人程度である。